# Theaterschiff
Ein Theaterschiff oder Theaterkahn ist ein als Theater genutztes Schiff. Oft handelt es sich um ehemalige Frachtschiffe, wobei überwiegend Binnenschiffe, teilweise aber auch Seeschiffe zum Theaterschiff umgebaut wurden.
In Deutschland gibt bzw. gab es mehrere Theaterschiffe. Als Orte mit entsprechenden Liegeplätzen sind Berlin, Bremen, Dresden, Hamburg, Heilbronn, Lübeck, Potsdam, Saarbrücken, Stralsund, Stuttgart und Wedel zu nennen.

## Theaterkahn Berlin (Kulturkahn Helene)
Der Kulturkahn Helene in Berlin ist ein ehemaliger Saale-Maßkahn, der 1928 im niederländischen Groningen gebaut wurde. Das Schiff ist 51,92 Meter lang und 6,20 Meter breit. Der Tiefgang beträgt 0,39 Meter. Das Schiff gehörte dem Kabelwerk Oberspree, das nach der Wiedervereinigung abgewickelt wurde. Das Schiff wurde verkauft und in Helene umbenannt. Seinen Liegeplatz bekam es im Historischen Hafen Berlin, wo es als Veranstaltungsschiff genutzt wurde. Der zum Theatersaal umgebaute Laderaum des Schiffes bot 88 Personen Platz, ferner befand sich hier ein Foyer mit einer kleinen Gastronomie.
Das Schiff war von Mai 2011 bis Mai 2013 Theaterspielstätte und wurde für Theater, Kabarett, Comedy und Kleinkunst genutzt. Die einstige Betreiberin des Theaterkahns Berlin meldete Anfang Mai 2013 Insolvenz an. Der Spielbetrieb wurde vorübergehend eingestellt. Zum 1. August 2013 übernahm der Berliner Dichter und Sänger Kapaulke den Theaterkahn Berlin als neue Spielstätte und betrieb ihn als „Kulturkahn Helene“. Im Programm standen Berliner Couplets sowie makaberes und satirisches Volkstheater.
2018 übernahm ein Künstlerkollektiv das Schiff und nutzt es als schwimmendes Atelier für Kunstveranstaltungen, Konzerte und Zeichenkurse.

## Theaterschiff Berlin (Tau)

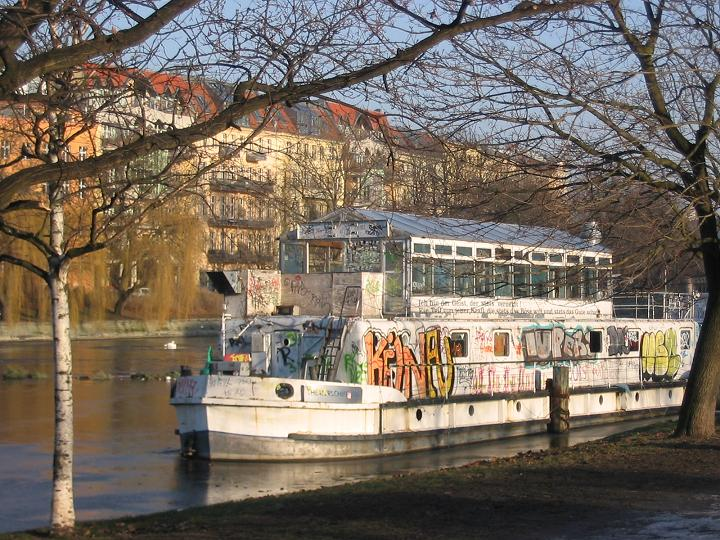
Ehemaliges Theaterschiff Tau im Urbanhafen in Berlin-Kreuzberg

Beim ehemaligen Theaterschiff Tau handelte es sich um ein 1960 von der VEB Schiffswerft Fürstenberg/Oder gebautes Schiff, das 1995 in Rostock zum Theaterschiff umgebaut worden war. Das Schiff lag seit Mitte der 1990er-Jahre im Urbanhafen in Berlin-Kreuzberg. Neben einem Theaterraum, in dem freies internationales Theater gezeigt wurde, gab es unter Deck und auf dem glasüberdachten Sonnendeck eine Gastronomie, durch die sich das Theaterschiff finanzieren sollte.
Im Jahr 2000 ging der Betrieb insolvent. Seitdem stand das Schiff leer, die Bordwände waren mit Graffiti bemalt worden. Es wurde immer mal wieder vergeblich versucht, das Schiff von seinem Liegeplatz im Urbanhafen zu entfernen. Im Frühjahr 2012 wurde erneut versucht, das Schiff aus dem Urbanhafen zu entfernen. Am 14. Mai 2012 wurde das Schiff schließlich von einem Schubboot zur Verschrottung gebracht.

## Jüdisches Kulturschiff Goldberg
Hat keinen Heimat-Liegeplatz, im August 2023 in Berlin-Spandau, unterhalb der Dischingerbrücke. Fährt auch andere Städte an wie Dessau. Betreiber ist ein 16-köpfiges Team aus Kulturschaffenden.

## Theaterschiff Bremen

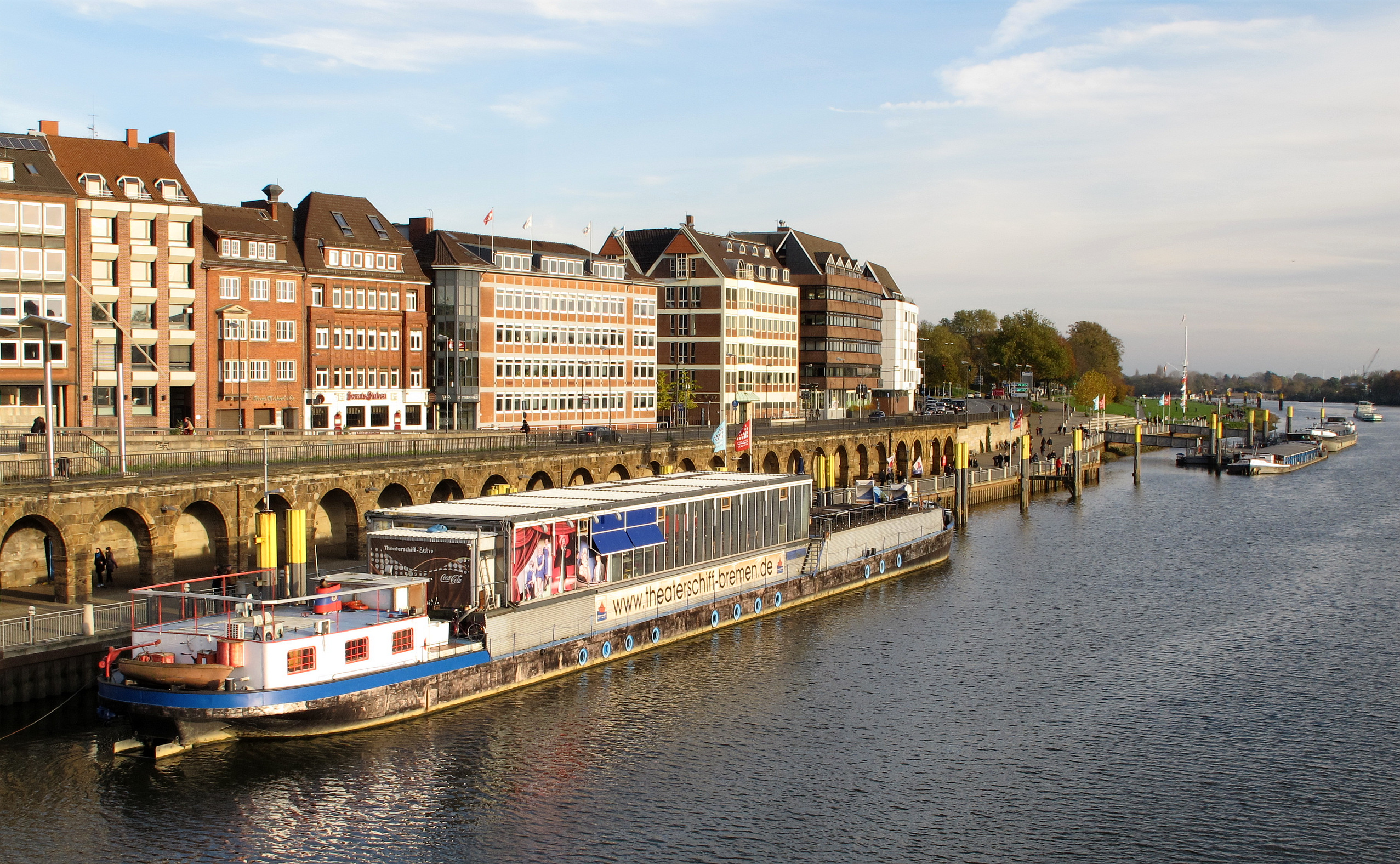
Theaterschiff Bremen

Beim Theaterschiff in Bremen handelt es sich um das ehemals in Hamburg beheimatete Binnenschiff Rügen. Das Schiff wurde ab August 2001 auf der ehemaligen Hegemannwerft in Bremen-Hemelingen umgebaut. Dabei wurden der Laderaum zu zwei Theatersälen umgestaltet, die insgesamt 282 Zuschauern Platz bieten. Zwischen den beiden Sälen befindet sich ein Foyer mit Garderobe und Bar. An Deck wurde ferner ein durch eine Gastronomie genutzter Glasaufbau errichtet. Gezeigt werden auf dem im Herbst 2002 eröffneten Theaterschiff in erster Linie Eigenproduktionen, es finden aber auch Gastspiele, Konzerte, wie die regelmäßig stattfindende Reihe Jazz on Board unter Leitung von Dirk Piezunka, und Lesungen statt.
Das Schiff hat seinen ständigen Liegeplatz am Anleger 4 in der Verlängerung der Schlachte direkt bei der Wilhelm-Kaisen-Brücke.

## Theaterkahn Dresden

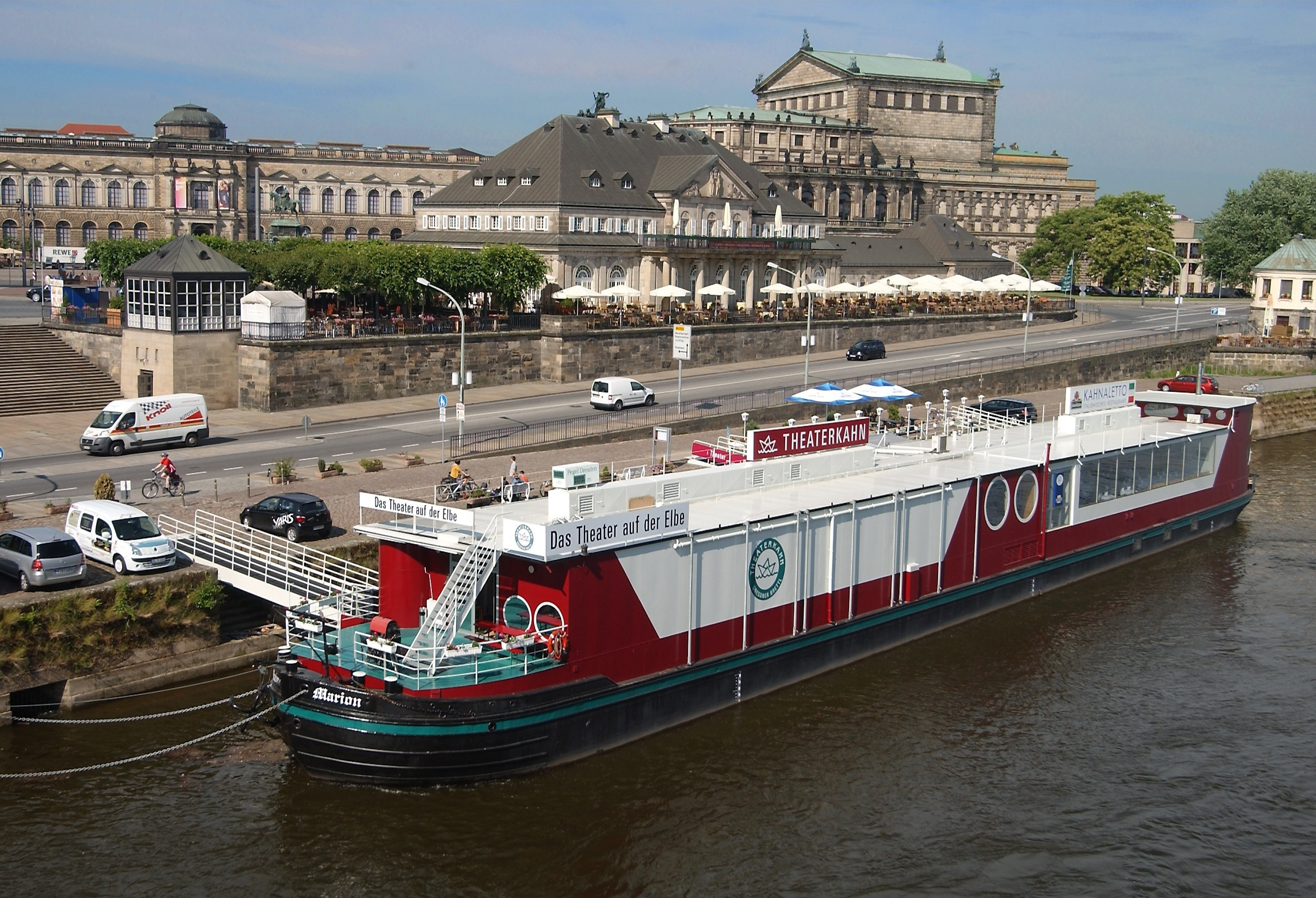
Theaterkahn Dresden

Der Theaterkahn Dresden ist der ehemalige Elbkahn Ida, der zum Theaterschiff umgebaut worden ist. Er wurde am 3. Oktober 1994 eröffnet und beherbergt das 1988 von Friedrich-Wilhelm Junge gegründete Theater Dresdner Brettl. Im Theatersaal an Bord ist im Parkett und dem Rang Platz für 216 Zuschauer.
An Bord befinden sich neben dem Theatersaal das Restaurant „Kahnaletto“ mit 98 Plätzen und außerdem eine Bar mit 50 Plätzen. Eigentümerin des Theaterkahns ist die gemeinnützige Theaterkahn Stiftung.
Der Liegeplatz des Schiffes befindet sich direkt unterhalb der Augustusbrücke.

## Theaterschiff Hamburg

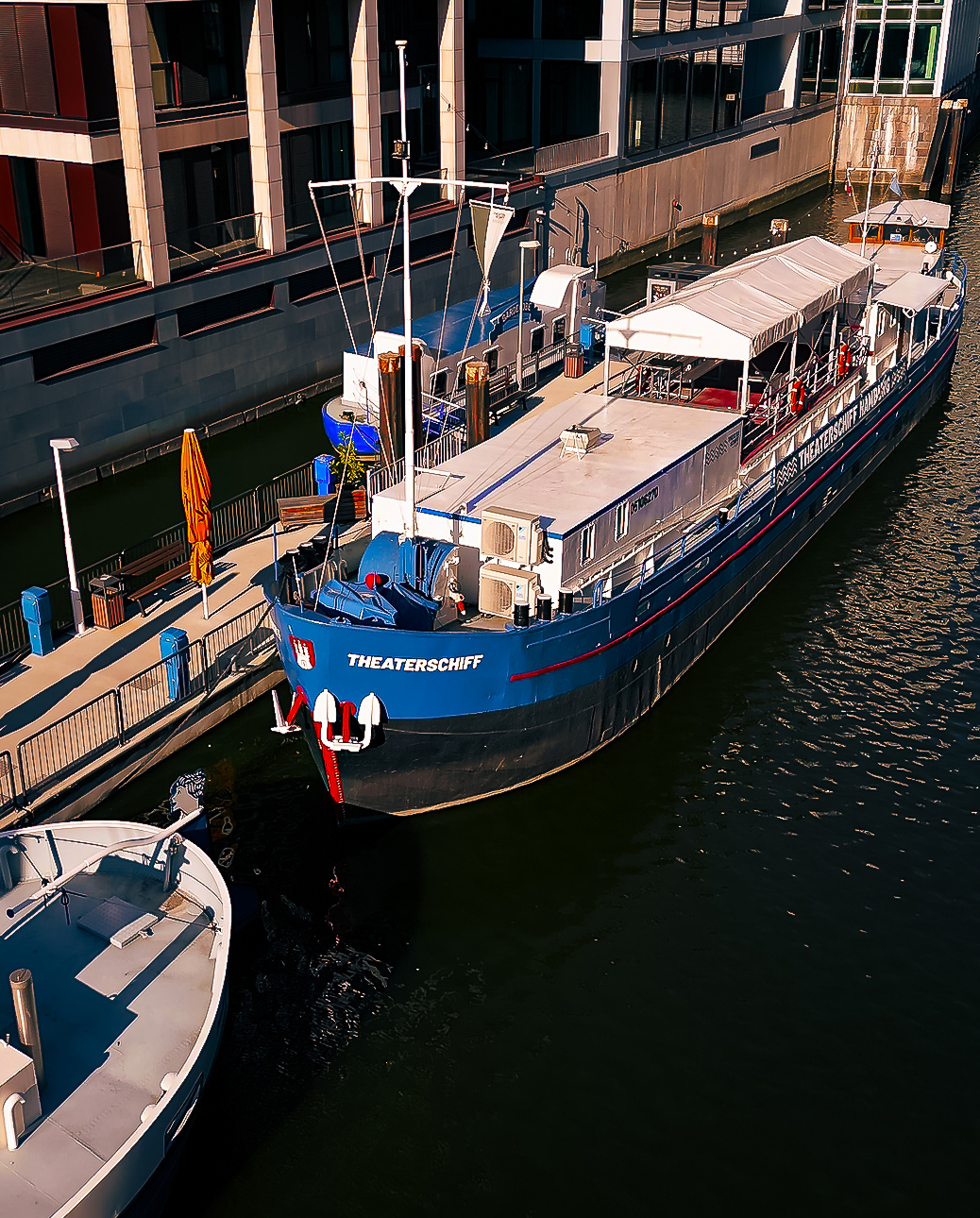
Theaterschiff Hamburg

Beim Theaterschiff Hamburg handelt es sich um einen 1912 gebauten ehemaligen Besan-Ewer. Das 20,19 Meter lange Schiff mit dem Namen Seemöwe war zunächst als Segelschiff gebaut und wurde 1923 mit einer ersten Hilfmaschine nachgerüstet. 1934 wurde eine stärke Maschine eingebaut und die Besegelung bis auf eine Hilfsbesegelung entfernt.
Nach dem Zweiten Weltkrieg, in dem das Schiff nach einem Bombentreffer im Hamburger Hafen sank, wurde das Schiff gehoben, repariert und auf 34,5 Meter Länge verlängert. Es kam als Küstenmotorschiff wieder in Fahrt. 1974 wurde das Schiff auf der Garbers-Werft in Hamburg-Rothenburgsort zum Theaterschiff umgebaut.
Das Theater, das am 13. Oktober 1975 eröffnet wurde, bietet in dem umgebauten Laderaum mit kleiner Bar 120 Besuchern Platz. Gezeigt werden in erster Linie Theater, musikalisches, literarisches und politisches Kabarett und Gastspiele.
Seit Oktober 1975 liegt das fahrtüchtige Schiff, mit dem auch Fahrten unternommen werden, so z. B. zur Kieler Woche, nach Helgoland und zu Häfen an der Elbe rund um Hamburg, im Nikolaifleet in Hamburg.

## TheaterkahnHoheLuftschiff

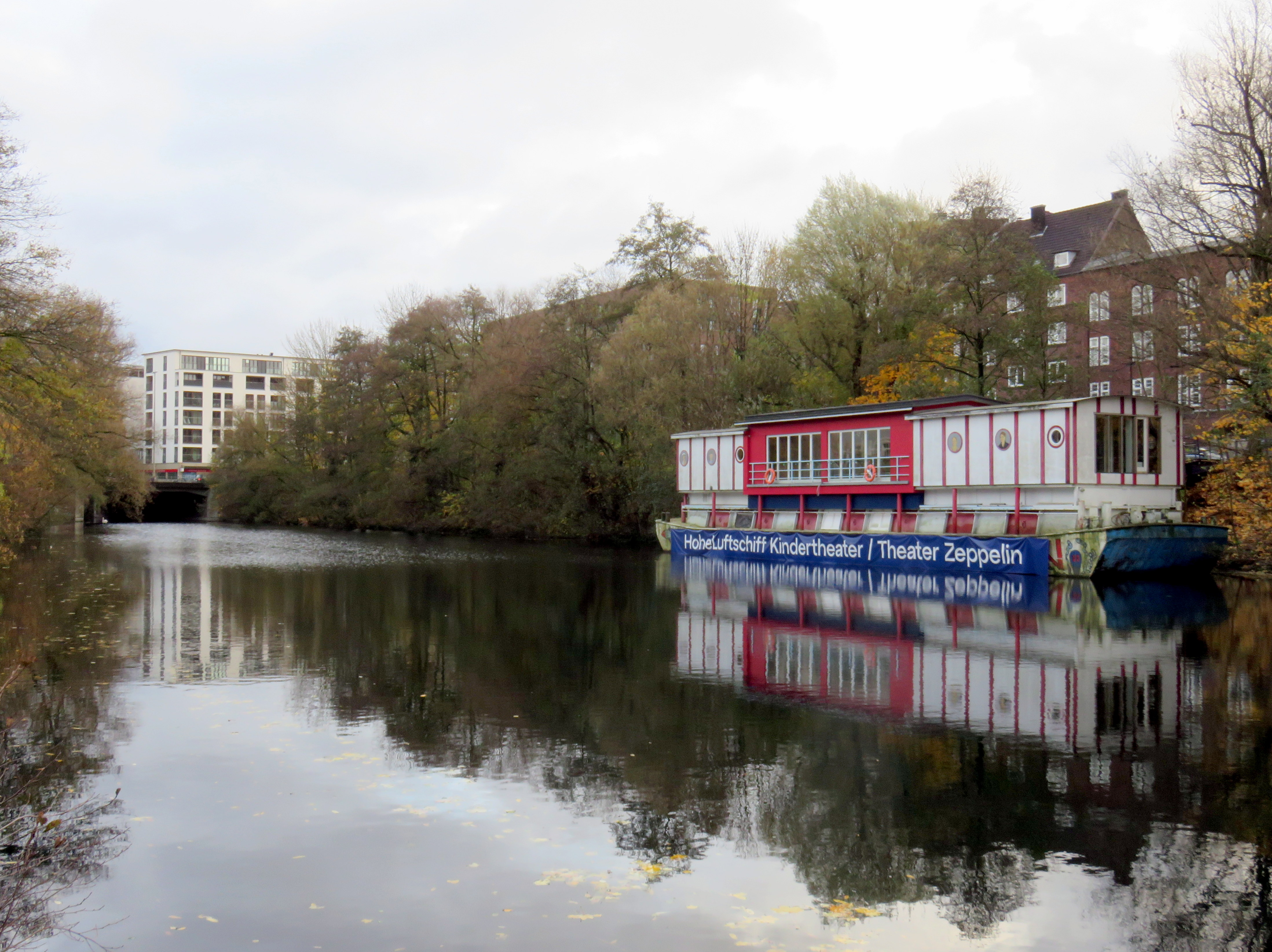
Theaterkahn HoheLuftschiff

Das HoheLuftschiff ist die schwimmende Bühne des Ensembles Theaters Zeppelin, das im Hamburger Bezirk Eimsbüttel ansässig ist und stadtweit ein mobiles Theater sowie in Eimsbüttel Theater für Kinder bietet, neben Workshops, Theaterprojekten und Kursen in Kooperationen mit Schulen oder privat.
Bei der schwimmenden Bühne handelt sich um einen ehemaligen Lastkahn, die Getreideschute FB11. Das im Sommer 2004 eröffnete HoheLuftschiff hat seinen Liegeplatz am Kaiser-Friedrich-Ufer am Isebekkanal.

## Theaterschiff Hamburg (Theaterschiff am Mäuseturm)
Das Theaterschiff am Mäuseturm war ein Theaterschiff in Hamburg. Bei dem Schiff handelte es sich um einen 1918 gebauten, 28 Meter langen und 8 Meter breiten Kahn, der vor dem Umbau zum Theaterschiff Anfang der 1990er Jahre als Fähranleger und Clubhaus eines Segelclubs an der Elbe diente. Nach dem Umbau bot das Theaterschiff, das im Binnenhafen bei der Hohen Brücke lag, 80 Personen Platz.
Das Theaterschiff sank am 14. Januar 2003, nachdem durch ein geplatztes Rohr Wasser in das Schiff gelaufen war. Das Schiff, das am 7. Februar gehoben wurde, wurde später nach Moorburg geschleppt und dort abgewrackt.

## Theaterschiff Heilbronn (Roanber)

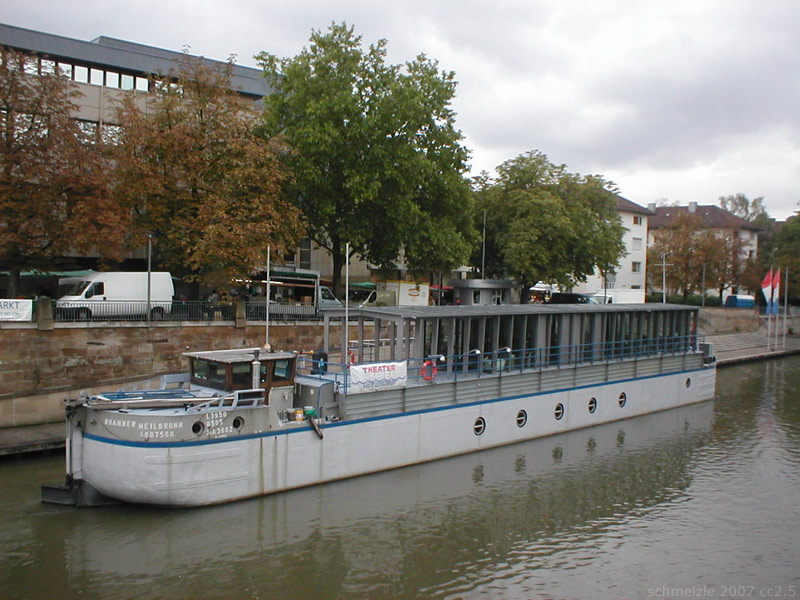
Theaterschiff Heilbronn

Das Theaterschiff in Heilbronn gibt es seit Ende 1995. Bei dem Schiff handelt es sich um das ehemalige französische Binnenschiff Roanber, das ursprünglich verschrottet werden sollte. An Bord befinden sich 124 Plätze. 2003 wurde das Schiff mit einem Glasaufbau nachgerüstet, der als Foyer genutzt wird. Gezeigt werden bekannte Theaterproduktionen, teilweise auch Eigenproduktionen sowie Kleinkunst, Musik und Kabarett.
Das Schiff hat seinen ständigen Liegeplatz an der Friedrich-Ebert-Brücke im Zentrum Heilbronns.

## Theaterschiff Lübeck
Beim Theaterschiff Lübeck handelt es sich um das 1956 gebaute ehemalige Binnenschiff Marie. Für die Verwendung als Theaterschiff wurde das 67 Meter lange und 7,05 Meter breite Schiff auf einer Stettiner Werft umgebaut. Der Laderaum wurde dabei zu einem Theatersaal mit 156 Sitzplätzen und einem Foyer mit Gastronomie umgestaltet. Neben Theaterproduktionen findet regelmäßig die Reihe Jazz on Board statt.
Das Schiff liegt seit Oktober 2006 in Lübeck. Es lag zunächst im Klughafen in der Nähe der Klughafenbrücke. Im Sommer 2007 wurde es an die Rosenhofbrücke am Priwall in Travemünde verlegt, wo es vom 6. Juli bis zum 2. September lag. Seit 2009 hat das Theaterschiff seinen ständigen Liegeplatz im Holstenhafen in der Nähe der Musik- und Kongreßhalle Lübeck.

## Theaterschiff Potsdam

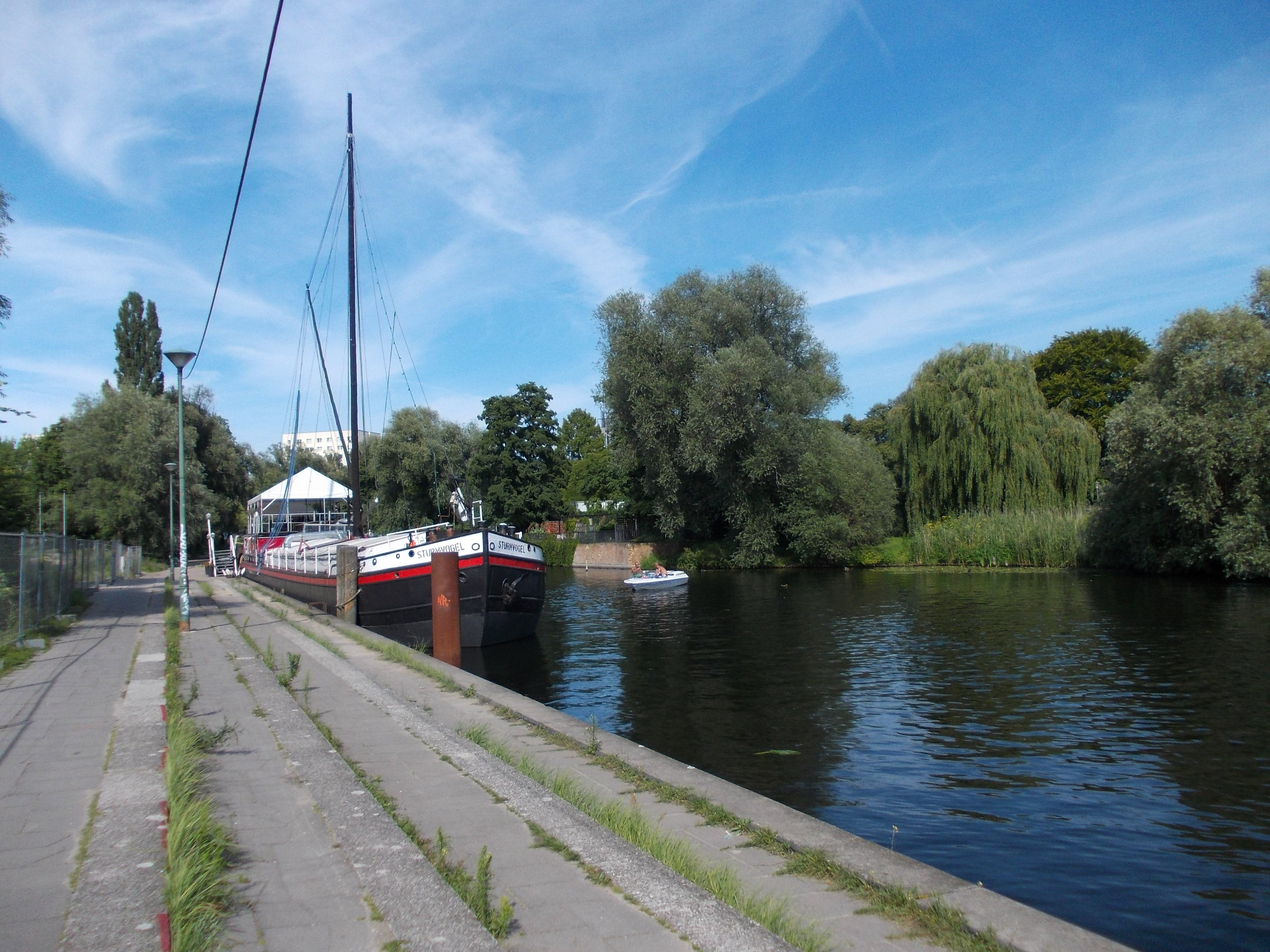
Theaterschiff Potsdam in der Alten Fahrt

Das Theaterschiff Potsdam gibt es seit 1995. Bei dem Schiff handelt es sich um das 1924 gebaute ehemalige Binnenschiff Sturmvogel. Es ist 52 Meter lang und 6 Meter breit. Der Theatersaal bietet rund 90 Personen Platz. Neben dem Theater gibt es ein Restaurant an Bord. In den Sommermonaten wird auch das Oberdeck gastronomisch genutzt.
Gezeigt werden eigene Theaterproduktionen und Kabarett. Weiterhin finden an Bord Tanzveranstaltungen und Konzerte sowie donnerstags „Live in der Bar“, eine Konzertreihe mit Musikern aus der Region, statt.
Der Liegeplatz des Theaterschiffes Potsdam befindet sich seit Februar 2013 am Erlebnisquartier Schiffbauergasse in Potsdam.

## Theaterschiff Saarbrücken (Maria-Helena)

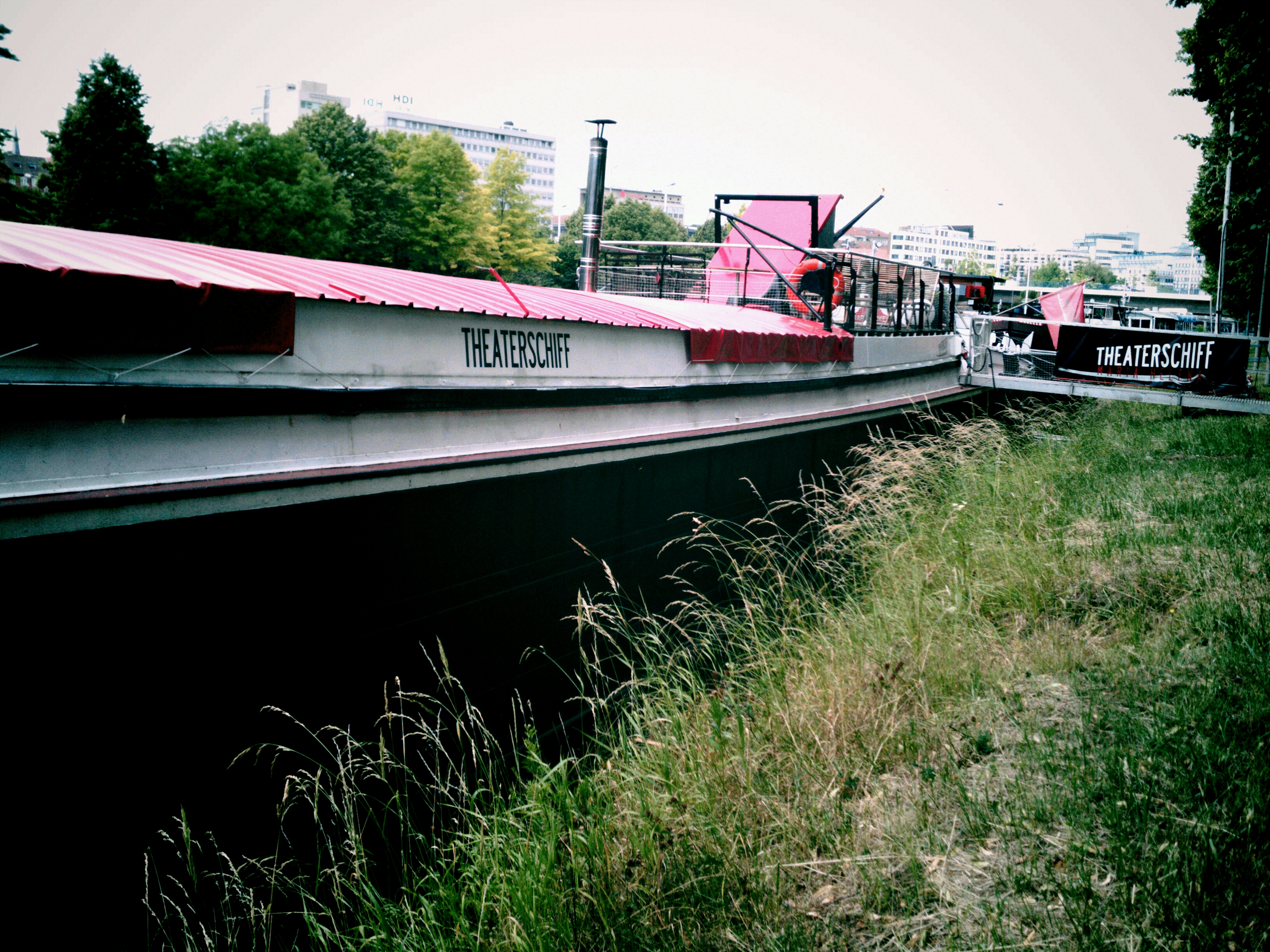
Theaterschiff Maria-Helena

Das Theaterschiff in Saarbrücken mit dem Namen Maria-Helena ist eine 1911 in Strassburg gebaute Péniche. Das Schiff ist 39 Meter lang und 5 Meter breit. Es war zunächst unmotorisiert und wurde mit Pferden getreidelt. Erst 1955 wurde es mit einem Motor nachgerüstet.
Im Juni 2006 wurde das Schiff verkauft und anschließend auf der Wirotius-Werft in Rilchingen-Hanweiler zum Theaterschiff umgebaut. Der Veranstaltungsraum an Bord bietet 120 Personen Platz. Das Schiff wird für Theater, Konzerte, Kino und Ausstellungen genutzt.
Im Jahr 2008 wurde das Schiff im Rahmen der Initiative Deutschland – Land der Ideen zum Ausgewählten Ort 2008 gekürt.
Das fahrbereite Schiff liegt am Ufer der Saar etwas unterhalb der Alten Brücke. Es fährt aber auch in andere Städte an Saar und Mosel und besucht dabei auch Städte in Frankreich und Luxemburg.

## Ursula B(Stralsund)

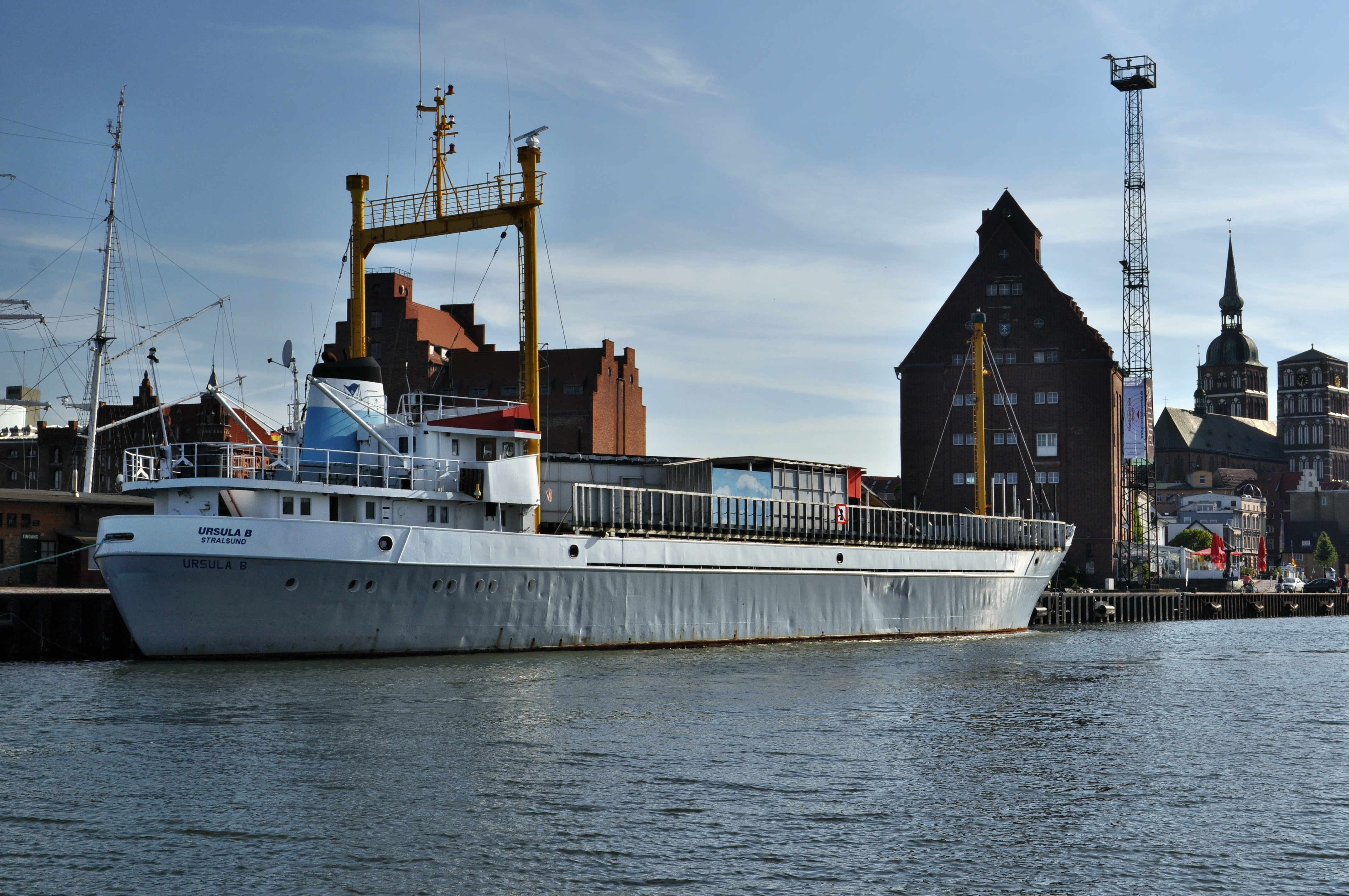
Ursula B als Theaterschiff in Stralsund

In Stralsund gab es von 2003 bis Ende 2010 ein Schiff, das als Theater genutzt wurde. Dabei handelte es sich um ein 1964 auf der Sietas-Werft gebautes Küstenmotorschiff des Sietas Typs 33, das zuletzt als Ursula B eingesetzt war. Seit Oktober 2001 lag das Schiff in Stralsund auf. 2003 wurde es an das Theater Vorpommern verchartert, die es an der Außenseite der Ballastkiste im Stadthafen in Stralsund als schwimmende Bühne einsetzte, während die Zuschauer auf Tribünen auf der Kaje saßen. Aufgeführt wurden Open-Air-Veranstaltungen im Rahmen der Ostseefestspiele.
Das Schiff wurde 2010 verkauft, nachdem die Ostseefestspiele in Stralsund ins Stralsunder Theaterhaus verlegt worden waren, und Anfang November in den Rostocker Fischereihafen geschleppt, wo es abgewrackt wurde.

## Theaterschiff Stuttgart

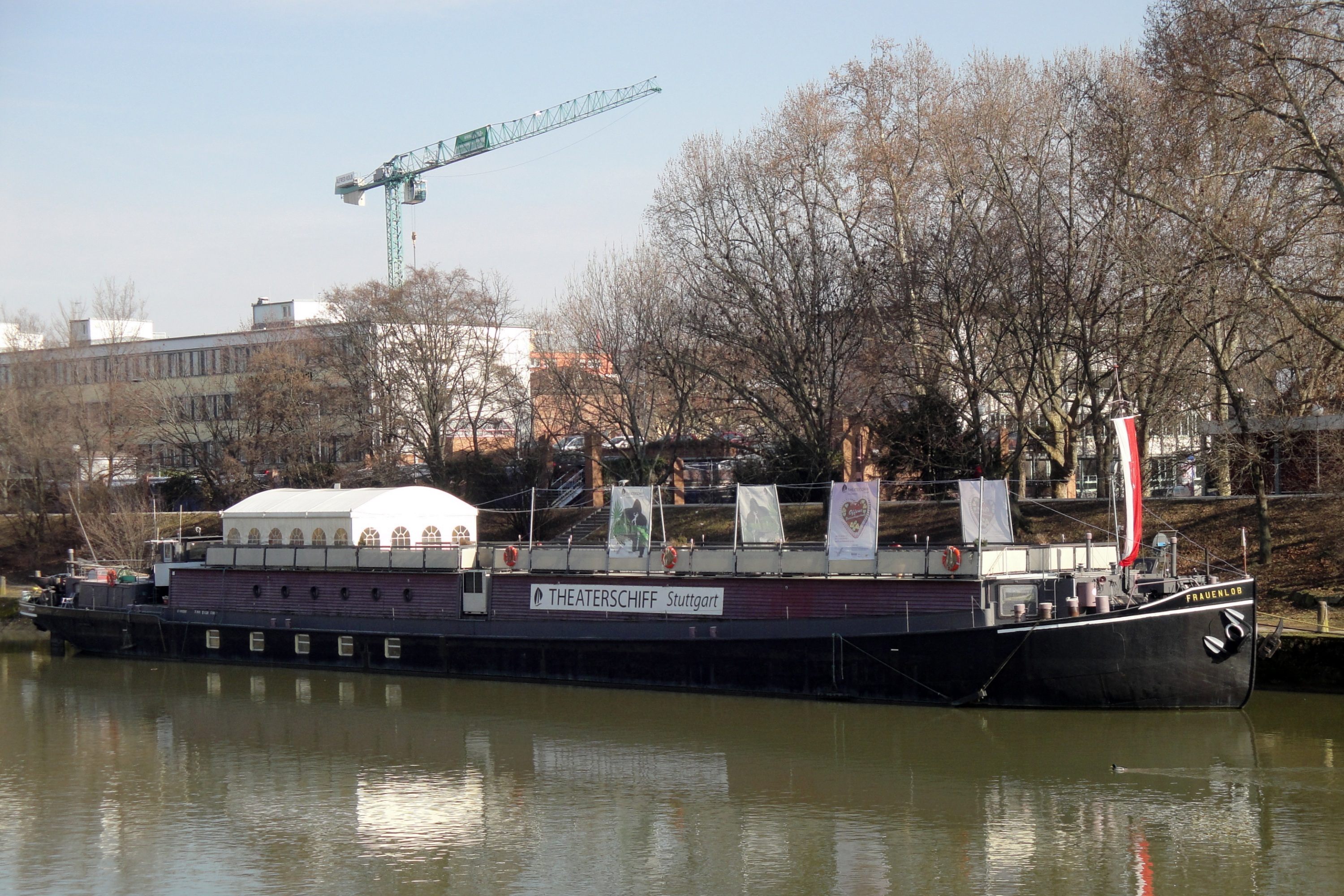
Theaterschiff Stuttgart

Beim Theaterschiff Stuttgart handelt es sich um das 1930 gebaute ehemalige Binnenschiff Frauenlob. Es ist 67 Meter lang und 8 Meter breit und verfügt über einen Theatersaal mit 160 Sitzplätzen in aufsteigenden Reihen, eine Bar sowie ein Sonnendeck mit Freiluftcafé. Neben Theateraufführungen wird Kabarett und Kleinkunst gezeigt.
Das Schiff, das 2007/2008 zum Theaterschiff umgebaut wurde, hat seinen Liegeplatz seit Juni 2008 im Stuttgarter Stadtteil Bad Cannstatt am Mühlgrün. Es wurde am 1. August 2008 eröffnet. Auf dem Schiff sind auch standesamtliche Trauungen möglich.

## Theaterschiff Wedel (Batavia)

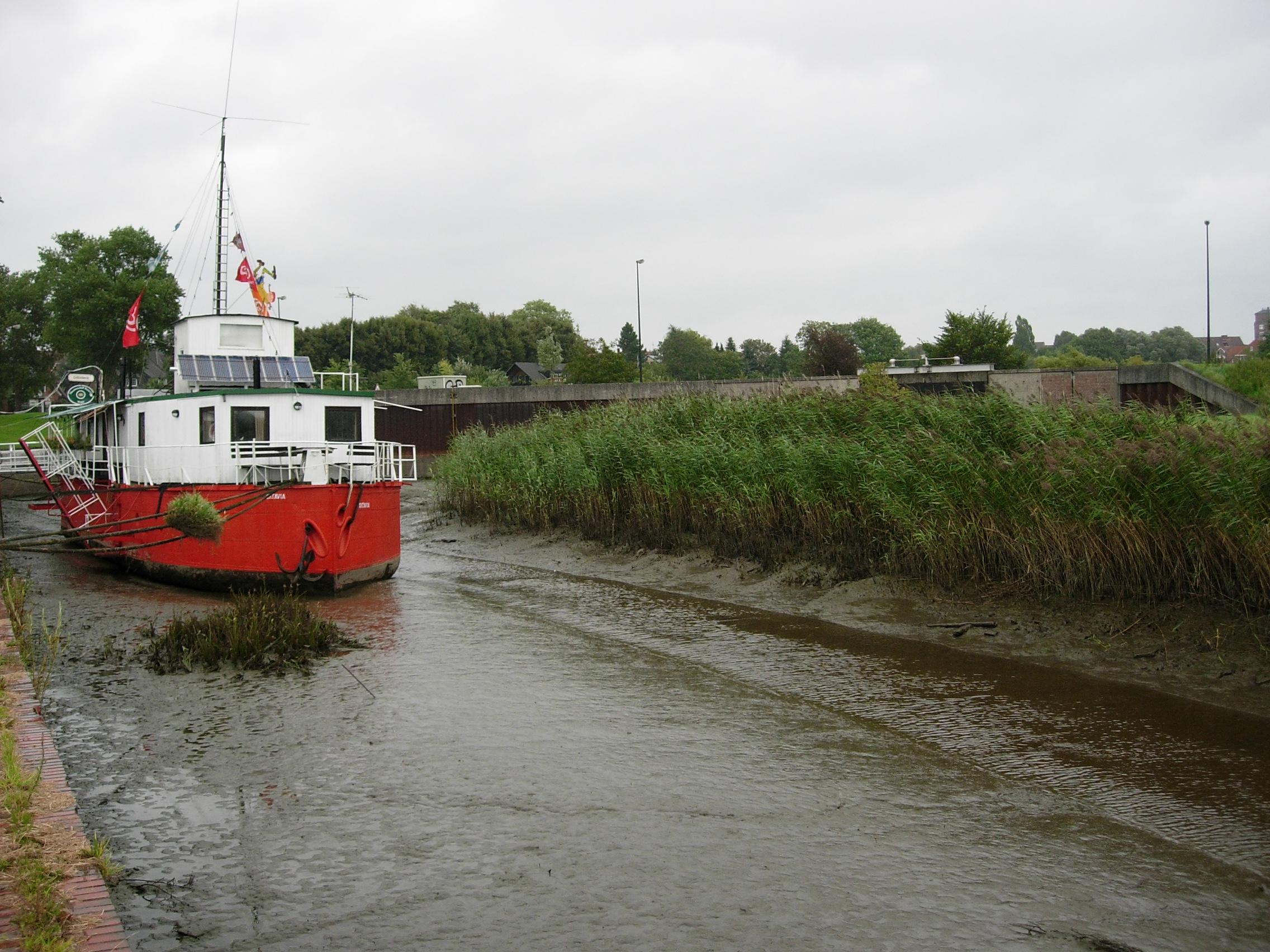
Theaterschiff Batavia

Das Theaterschiff Batavia soll das ehemalige Flusskanonenboot Vaterland sein, welches 1892 in Stettin für die Kaiserliche Marine gebaut und in Qingdao eingesetzt wurde. Im Zweiten Weltkrieg lag das Schiff in Hamburg und sank dort nach einem Bombentreffer. 1952 wurde das Schiff gehoben und 1974 schließlich zum Theaterschiff umgebaut. Es ist 29,8 Meter lang und 7,8 Meter breit. An Bord gibt es Theateraufführungen, Kabarett, Kleinkunst und Livemusik, im Sommer wird darüber hinaus auch Freiluftkino am Schiff gezeigt. Der Theatersaal bietet rund 70 Personen Platz.
Das Schiff liegt am Rand von Wedel am Brooksdamm in der Wedeler Au.